# Nicola Zagame

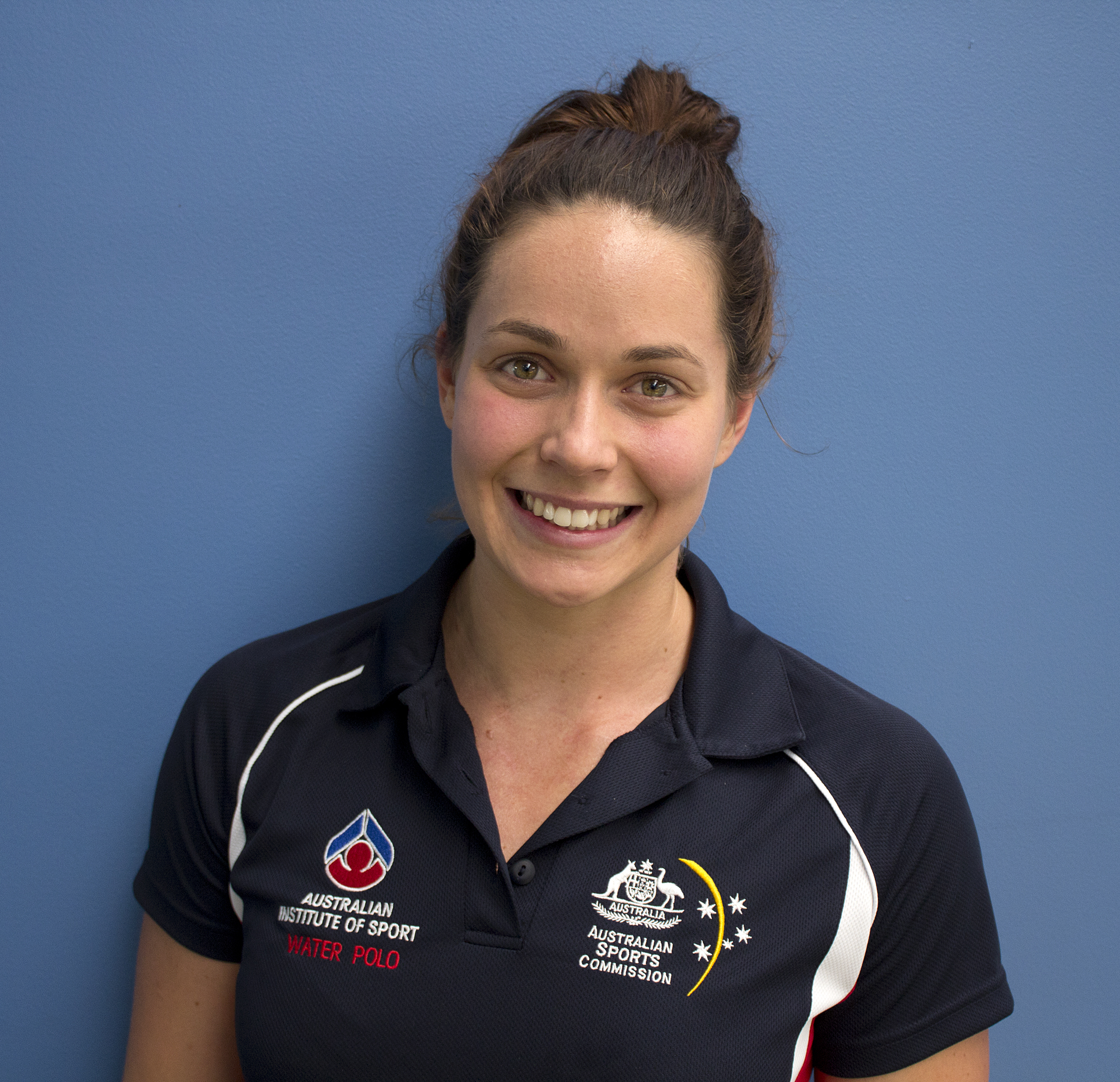
Nicola Zagame.

Nicola "Ziggy" Zagame (11 de agosto de 1990 en Sídney) es una jugadora de waterpolo australiana. Asistió a Kirrawee High School en Nueva Gales del Sur. Una de sus aficiones es el arte, y parte de su trabajo se mostró como parte de una exposición en la Hazelworth Regional Gallery and Arts Centre en 2008. Se convirtió en una jugadora de waterpolo después de haber sido reclutada como surfista salvavidas cuando tenía trece años. Tuvo una beca de waterpolo con el Instituto del Deporte de Nueva Gales del Sur. Juega para los Tiburones de Cronulla en la Liga Nacional de Waterpolo en donde consiguió dos veces la puntuación récord en una sola temporada. Ha representado a su país como miembro del equipo de waterpolo nacional de Australia tanto en la secundaria como en niveles superiores, y fue parte del equipo que ganó la medalla de plata en la Copa Mundial de Waterpolo Femenino FINA 2010. Ella representó a Australia en los Juegos Olímpicos de 2012.

## Carrera

### Equipo nacional senior
Zagame es miembro del equipo de waterpolo nacional femenino de Australia, apodado los Stingers. Hizo su debut en el equipo senior en mayo de 2009. En 2009, formó parte de la parte del equipo australiana que terminó tercero en las Finales de la Liga Súper Mundial FINA en Kirishi, Rusia. Este fue su primer gran torneo internacional como miembro de la selección absoluta. En 2009, formó parte del equipo que terminó sexto en el Campeonato Mundial FINA en Roma, Italia. También fue parte del equipo australiano que ganó la Copa de Vacaciones 2009 en los Estados Unidos.